# Premierzy Tanganiki
| Osoba                                                   | Osoba   | Osoba                      | Kadencja         | Kadencja         | Partia polityczna                     |
| #                                                       | Portret | Imię i Nazwisko            | Od               | Do               | Partia polityczna                     |
| ------------------------------------------------------- | ------- | -------------------------- | ---------------- | ---------------- | ------------------------------------- |
| 1                                                       |         | Julius Nyerere (1922–1999) | 2 września 1960  | 22 stycznia 1962 | Afrykański Narodowy Związek Tanganiki |
| 2                                                       |         | Rashidi Kawawa (1926–2009) | 22 stycznia 1962 | 9 grudnia 1962   | Afrykański Narodowy Związek Tanganiki |
| urząd zniesiony (9 grudnia 1962 – 29 października 1964) |         |                            |                  |                  |                                       |